# 땅 보고 걷는 아이
《땅 보고 걷는 아이》는 다온 작가가 네이버 웹툰 코너에 연재하고 있는 가정폭력, 학대에 대한 만화이다. 2019년 4월 22일 프롤로그를 시작으로 매주 화요일마다 연재 중이였다.

## 줄거리
나는 항상 주눅들어있는 아이였다.
폭력이 나에게 미친 영향에 대한 이야기.
위의 글은 작가의 웹툰 소개글이다. 주인공 한겨울은 어릴 적부터 부부갈등을 목격하였고, 부모의 이혼 후 외가댁에 같이 살면서 엄마뿐만 아니라 외조부모에게까지 언어폭력을 당한다. 만화에서는 이러한 지속적인 언어폭력과 학대로 인해 주인공 한겨울이 겪는 어려움을 그려낸다.

## 등장인물

### 주인공
• 한겨울: 현재 대학교 1학년 (2020.05.11 기준). 어릴때는 첫째 아이라는 이유로 과도한 학업에 시달리고, 이로 인해 몽유병에 걸리게 된다. 이후 아버지의 사업이 어려워지면서 학원을 그만두게 되고 직접적으로 부부싸움과 아동학대에 노출받는다. 이러한 가정환경의 영향으로 주인공 한겨울은 커서도 항상 주눅들어있다.

### 가족 관계
• 외할아버지: 한겨울의 외할아버지다.
• 외할머니: 한겨울의 외할머니다.
• 엄마: 한겨울의 엄마다.아동학대 가해자이며,겨울이보다 여름이를 더 편애한다.한겨울이 성인이 되어 집을 나갈때 후회하는 척을 하며 한겨울을 붙잡는다.
• 아빠: 한겨울의 아빠다.이또한 아동학대 가해자이며,한겨울의 엄마와 이혼하고,베트남으로 가서 새가정을 꾸린다.
• 한여름 (남동생): 한겨울의 남동생이다.어렸을때는 한겨울과 같은 처지로서 한겨울과 함께 엄마에게 대응하였지만,점차 커가면서 이기적으로 변한다.
• 이모: 한겨울의 이모다.
• 이모부: 한겨울의 이모부다.
• 호영: 한겨울의 사촌동생이다.

### 한겨울의 주변인물
• 유미
• 최한별
• 김수빈
• 민혁
• 영웅

### 그 외
• 산부인과 의사 (1화, 2화) 태아의 성별을 말을 돌려서 알려준다.
• 소아정신과 의사 (4화) 한겨울의 어머니에게 한겨울이 학원을 그만두게 하도록 말한다.

## 에피소드
• 1화: 주인공의 부모가 결혼 전 주인공인 한겨울을 임신하게 되고  외가댁에서는 결혼을 반대하지만, 임신때문에 어쩔 수 없이 결혼을 허락한다. 한겨울의 친할머니는 아이가 아들이 아닌 것에 탐탁지않아 한다. 
• 2화: 한겨울이 4살일 때 한겨울의 아버지는 집에서 술에 취해 난동을 부린다. 그리고 이 문제에 대해 한겨울의 친할머니는 한겨울 엄마탓으로 돌린다. 그리고 계속해서 아들을 강요하고 결국 여러번의 낙태 끝에 한겨울의 동생인 한여름을 갖게 된다.
• 3화: 한겨울이 첫째라는 이유로 엄마는 한겨울이 어린 나이임에도 불구하고 수많은 학원을 다니게 한다. 그리고 그 환경에 적응할쯤 학원을 다른곳으로 바꾼다. 결국 한겨울은 스트레스성 몽유병에 걸리게 된다.
• 4화: 한겨울이 소아정신과에 방문하여 상담을 받고 이 과정에서 착한아이 콤플렉스가 있음이 나타난다. 의사의 권유에 따라 학원을 다 그만두고 몽유병이 사라진다. 하지만 한겨울이 초등학교를 입학한 뒤 잦은 부부싸움에 한겨울은 그대로 영향을 받고 다시 몽유병이 재발한다.
• 5화: 한겨울의 아빠가 시도했던 여러 사업들이 망하게 되고, 칼국수집을 개업하지만 얼마가지않아 칼국수집도 접는다. 이런 가정상황을 엄마는 한겨울에게 그대로 다 말한다. 점점 가정 상황이 악화되어가자 엄마는 신경질적으로 변하고 한겨울을 향한 학대가 점점 심해진다.
• 6화: 한겨울은 목욕탕에 샤워용품을 놓고 왔다는 이유로 맨발로 쫓겨나고 다시 목욕탕에 찾아가지만 찾지못한채 집에 돌아온다. 그리고 돌아온건 가정폭력. 한겨울이 초등학교 2학년이 됐을 때 계속해서 망한 사업 때문에 집도 날리게 되고 결국 반지하로 이사간다. 이사를 오게 된 이유 역시 한겨울의 엄마가 한겨울에게 그대로 다 말해줬기에 한겨울은 초등학교 2학년이라는 어린나이에 가정 상황을 다 알게된다.
• 7화: 학원친구가 한겨울의 집이 코앞이니까 한겨울의 엄마에게 돈을 빌려서 미니 바이킹을 타자하고 한겨울은 엄마의 눈치를 받으며 겨우 돈을 받아 미니바이킹을 타지만 학원친구는 겨울이가 500원도 없다며 다른 친구들에게 뒷담화를 한다. 그리고 집안 상황이 더 악화되어 결국 한겨울은 다니던 학원을 그만둔다.
• 8화: 엄마와 슈퍼에 가서 과자 하나 살때도 집안이 어렵다는 걸 아는 한겨울은 눈치를 본다. 오랜만에 집에 온 아빠가 불안하기만 하고 결국 늦은 밤 부모가 싸우는 소리에 잠에서 깬다.
• 9화: 결국 다음날 외할머니와 이모가 함께 한겨울 집에 찾아오고 엄마를 데리고 가려한다. 한겨울이 엄마를 잡자 엄마와 아빠는 한겨울은 무시한채 서로 한여름을 데려가겠다며 싸운다. 결국 집에 한겨울만 남겨놓은 채 떠난다.
• 10화: 집에 혼자 남게 된 한겨울은 학교에서도 기운이 빠진채 생활을 하고 엄마가 자신만 버려두고 가버리는 악몽을 꾼다.
• 11화: 집을 나갔던 엄마가 다시 돌아오고 아빠 대신 아이들을 책임지기 위해 공장에 들어가 돈을 번다. 엄마가 일을 하면서 초등학교 4학년밖에 안된 한겨울이 엄마 대신 남동생을 챙겨야한다는 말을 듣고 엄마 대신이라는 단어에 부담감을 느낀다. 그리고 그런 부담감과 불안으로 인해 다시 몽유병이 재발한다.
• 12화: 크리스마스 이브날 아빠는 집에 돌아왔고 한겨울은 행복한 크리스마스를 기대했지만 아빠는 엄마가 아닌 다른 여자를 만나러 간다. 며칠 뒤 사채업자들이 집에 찾아오고 온 집안에 빨간딱지가 붙는다. 결국 엄마는 아빠와 이혼하자고 하고 그날 아빠가 집에 칼을 들고 찾아온다.
• 13화: 엄마와 한겨울, 한여름은 외가댁으로 이사가는 것으로 결정되고, 엄마는 아빠에게 짐을 가져가라고 전화하지만 연락이 닿지 않는다. 어느 늦은 밤 짐을 가져가겠다며 집을 찾은 아빠는 문을 열어달라하고 칼을 들고 엄마를 협박한다.
• 14화: 엄마는 집을 뛰쳐나가고 한겨울과 한여름이 있던 방에 아빠가 들어와 잠을 잔다. 다음날 이른 아침 이모부가 집에 찾아와 한여름과 한겨울을 몰래 데리고 간다. 그리고 지하철을 타고 외가댁으로 가게 된다.
• 15화: 외가댁에 얹혀살면서 예전집보다 훨씬 좁은 공간에서 엄마와 한여름과 살아가야 한다. 짐 옮기는 것을 도와주기 위해 한겨울은 제대로 마지막 인사도 하지 못한 채 학교에서 나오고, 엄마와 함께 짐을 실은 트럭을 타고 오래살던 집을 떠난다.
• 16화: 한겨울은 아빠가 칼을 들고 찾아왔던 날의 트라우마 때문에 엄마가 죽는 악몽을 꾼다. 전학 온 학교에서 과거 학원을 옮겨다니던 때를 떠올리고 걱정하지만 유미라는 친구와 금방 친해진다.
• 17화: 얹혀살게되자 가끔 놀러갔던 때와는 할머니, 할아버지의 태도가 달라진다. 얹혀사는거에 고맙게 여기라며 언어폭력을 가차없이 하고, 늦은 밤도 아닌데 할아버지가 불을 끄고 자라하면 아무것도 못하고 잠자리에 누워야한다.
• 18화: 별일 아닌거에도 고함을 지르고 가부장적인 태도로 할아버지, 할머니는 한겨울에게 차갑게 대한다. 엄마 역시 눈치껏 잘하라며 한겨울만 닥달하고 한겨울은 이런 상황을 친구들에게 말하면 친구들이 떠날 것 같아 어디에 털어놓지도 못한다. 저녁에 엄마와 할머니, 할아버지에게 또 한소리를 듣고 엄마는 한겨울과 한여름에게 너네는 태어나지 말았어야했다며 언어폭력을 가한다. 결국 한겨울과 한여름은 놀이터로 나와 죽고싶다는 이야기를 나눈다.
• 19화: 엄마는 한여름만 불쌍하게 여기고 한겨울에게 예전처럼 아빠 욕을 하며 자신의 스트레스를 푼다. 가끔 외가댁에 놀러오는 이모는 이때마다 한겨울과 한여름을 챙겨준다. 한겨울은 그런 이모를 의지하고 이모에게 털어놓지만 이모는 엄마를 이해하라고 한다. 한겨울이 첫째라는 이유로 한여름이 잘못한 것 임에도 불구하고 한겨울이 혼난다. 그 과정에서 엄마는 한겨울을 위협하기 위해 가위를 들고 입을 찢어버리겠다는 둥 한겨울을 학대한다.
• 20화: 한겨울이 6학년이 되고 학교에서는 가정환경조사서와 가족사진을 가져오라고 한다. 엄마는 거짓으로 꾸며낸 가정환경조사서를 작성하고 한겨울의 꿈이 화가라고 하자 그게 뭐냐며 닥달한다. 한겨울은 유미에게 엄마한테 혼났던 일을 털어놓으며 자신만 엄마에게 혼나는 것이 아니라는 생각을 한다.
• 21화: 여전히 한여름이 잘못해도 엄마는 한겨울만 혼내고 그걸 아는 한여름은 자신의 숙제를 나몰라라 한다. 시간이 흘러 중학생이 되고 유미와 같은 학교 같은 반이 된다. 유미와 쇼핑센터에 놀러가 평소보다 조금 늦게 집에 들어가게 된다.
• 22화: 현관에 들어서자마자 엄마에게 뺨을 여러차례 맞고 집에서 쫓겨난다. 결국 유미네를 갈까 고민하지만 다시 엄마에게 붙잡혀 집에 들어가고 엄마는 유미 욕을 하면서 반복적으로 한겨울을 학대한다. 다음날 일말의 죄책감도 없다는 듯 한겨울에게 니가 맞을 짓을 한거라는 말을 내뱉고 한겨울은 엄마에게 맞을 때마다 다음날 학교에 가서 엎드려있기만 한다. 그리고 자신의 가정환경이 남들과는 다르다는 것을 깨닫는다, 
• 23화: 어느날 갑자기 아빠가 학교롤 찾아오고 일방적인 만남에 한겨울은 두려움을 느낀다. 같이 다니는 친구들은 그래도 아빠아니냐며 한겨울에게 말하고 한겨울은 자신이 아빠를 왜 이렇게 싫어하는지 다 말해주겠다고 한다. 
• 24화: 친구들에게 이제껏 있었던 일을 다 말해주고 같이 하교하는 친구에게 도망가자고 말한다. 결국 아빠가 한겨울을 발견해 쫓아오고 한겨울은 필사적으로 도망가지만 뒤에서 아빠가 울면서 따라오는 모습에 이상한 감정을 느낀다. 아빠와 마주하게 되고, 왜그랬냐며 원망도 하고 짜증도 내고 싶지만 속과 다르게 겉으로는 아무렇지 않은 척 한다.
• 25화: 아빠가 찾아왔다는 걸 고민끝에 엄마에게 말하지만 엄마는 돈이야기 안했냐며 한겨울에게 뭐라한다. 친구들과의 영화 약속도 미리 말안해서 돈 안준다하고, 한겨울은 혼자 영화 끝날때까지 상영관앞에서 친구들을 기다린다.
• 26화: 엄마는 한겨울의 꿈을 반대했었지만 친구들은 한겨울의 꿈을 응원한다. 한겨울은 부모의 이혼으로 바뀌어 바린 자신의 상황과 한여름만 예뻐하는 엄마때문에 점점 삐뚤어지는 것 같다고 생각한다.
• 27화: 성적표가 나오고 엄마는 한겨울에게 잘 본 과목에 대한 칭찬보다는 낮은 과목에 대한 질책만 퍼붓는다. 한겨울의 꿈도 엄마는 반대하지만 친구들은 응원하는 상황에서 그림은 계속그려나간다.
• 28화: 엄마는 한겨울에게 살이 쪘다는 둥 얼굴이 못생겨진다는 둥 자존감을 깍아내리는 말을 생각도 없이 퍼붓는다. 집에서 뿐만 아니라 밖에서 모르는 사람들 앞에서도 그런 폭언은 멈추지 않고 한겨울을 위축되게 만든다.
• 29화: 학교에서의 자신과 집에서의 자신이 너무 다른 대우, 다른 취급을 받는다는 것을 아는 한겨울은 두 공간에서 다르게 보이는 자신을 이질적이라고 느낀다. 그리고 기끔씩만 학대와 폭언을 가하는 어른들 밑에서라도 크는게 불행하지 않다고 말할 수 있는 환경인건지에 대해 생각한다.
• 30화: 한겨울은 외할아버지 때문에 집에서 마음대로 샤워도 못한다. 이에 대해 불평하지만 돌아오는 건 욕. 결국 유미에게 할아버지에 대한 이야기를 하지만 유미는 한겨울이 아직 철이 없는거라고 말하며 한겨울을 이해하지 못한다.
• 31화: 평소와 같은 일상에서 한겨울이 처음으로 엄마한테 대든다. 돌아온건 더 심한 폭력과 폭언. 결국 자살을 하는 악몽까지 꾸고만다.
• 32화: 엄마는 한겨울과 한여름을 성별이 다르다는 이유로, 한여름이 아직 어리다는 이유로 노골적으로 차별대우한다. 그리고 한겨울에게는 계속해서 더 무거운 짐을 안겨준다.
• 33화: 한겨울은 특성화 고등학교를 진학하기를 바라지만 엄마는 인문계를 강요한다. 그리고 오래전부터 한겨울이 그림그리던 공책을 버리고 새로 만들면 또 버리며 강제로 꿈을 접게 만든다.
• 34화: 친구들끼리 졸업전에 놀러가자하고 한겨울은 돈이 없어서 못간다고 한다. 그때 갑자기 한국에 들어온 아빠에게 용돈을 받게되고 이걸 엄마에게 숨길지 고민한다.
• 35화: 결국 용돈받은 사실을 숨기고 놀이공원에 갔다온다. 하지만 엄마는 의심을 하고 사실대로 말하자 폭언이 쏟아진다.
• 36화: 엄마의 뜻대로 인문계 고등학교에 가게되고, 엄마는 한여름이 대드는 것에 대해 별반응을 안하지만 한겨울은 가만히 있어도 욕을 한다. 한겨울은 이런 상황을 받아들이는게 점점 버거워진다.
• 37화: 고등학생이 되고 새로 사귄 친구들과 잘 적응하지 못하고, 아파도 부모의 보호를 받기 보다는 툭하면 아프냐며 욕만 먹는다. 그래서 한겨울은 아파도 참는 아이가 된다.
• 38화: 고등학교 친구들은 한겨울이 못 사는 것 같다고 뒷담화한다. 한겨울은 아직 그 사실을 모르고 유미네에 놀러가서 자신의 사정을 말하며 집을 나가고 싶다고 하지만 다른 삶을 사는 유미는 한겨울을 이해하지 못한다.
• 39화: 한겨울은 자신이 다른 화목한 가정처럼 지내지 못 해왔다는 것에 인식하고 참아왔던 울음을 터뜨린다. 그리고 여러사람들의 시선과 한마디에 밀려 절벽으로 떨어졌을 때 자신과 같은 친구를 만나게된다.
• 40화: 절벽에서 만났던 한별이는 학교에서 불량아다. 고등학교에서 친해진 친구들은 한겨울을 멀리하고 몰래 뒷담화까다가 한별에게 걸린다.
• 41화: 한별이 무리랑 급식을 같이 먹고 점점 친해진다. 처음으로 화장도 해보고 모르는 남자애들을 만나면서 독서실은 안가고 그 무리와 놀러간다.
• 42화: 엄마와의 사이는 점점 틀어지고 집에 들어가기 싫어하면서 한겨울은 더 한별무리와 친해진다. 일탈을 하고 성적도 떨어지고 유미와도 멀어진다.
• 43화: 같이 엇나가는 한별무리의 가정사에 대한 이야기가 나온다. 각자 가정사 때문에 아픔을 갖고있는 아이들은 서로에게 더 의지하게 된다.
• 44화: 유미와 오랜만에 만나지만 서로가 바라는 부분이 엇갈리고 멀어지게 된다. 한별의 친구인 수빈은 가출해서 남친 집에서 지낸다.
• 45화: 한별은 다른 고등학교 여자애들과 몸싸움을 하고 선생님께 불려나간다. 수빈은 노래방에서 한겨울에게 여기로 와달라고 연락한다.
• 46화: 한별은 강제전학을 가게되고 수빈은 자퇴를 한다. 한겨울은 같이 놀았다는 이유로 교무실에 불려가고 처음으로 선생님께 자신의 이야기를 털어놓는다. 이제껏 폭력 밑에서 살아왔는데 폭력은 어떤 것도 해결해주지 않는다는 선생님 말에 한겨울은 말문이 막힌다.
• 47화: 엄마는 한겨울이 학교에서 돌아오자마자 왜 그러냐며 잔소리를 하고 한겨울은 엄마 탓을 한다. 엄마의 목소리가 점점 높아지자 한겨울도 담아왔던 감정을 터뜨린다.
• 48화: 한겨울은 여학생에게 유독 엄격한 규정이 잘못된 것이라고 생각한다. 결국 한별이와 수빈이와 흩어지게 되고 고등학교 2학년이 된다.
• 49화: 한겨울은 새로운 친구들을 만나 잘 생활을 한다. 미술 입시를 준비하고 싶어 하지만 엄마가 반대할 걸 아니까 말 조차 못 꺼낸다.
• 50화: 돈 때문에 디자이너라는 꿈을 접으려 하지만 친구들의 응원에 용기를 받아 집에 가서 미술을 하고 싶다고 말한다. 엄마는 반대를 하고 그 이유를 미리 말하지 않았다며 한겨울 탓으로 돌린다.
• 51화: 엄마는 새로 만든 방을 한겨울과 상의도 없이 한여름에게 주고, 한겨울은 자신과 한여름을 차별대우하는 엄마를 어이없어한다. 밤에는 집에서 공부를 못하게하기에 야자를 하기 시작한다.
• 52화: 한여름은 엄마의 차별대우를 받으며 자라면서 점점 한겨울을 무시하고 막 대하기 시작한다. 한겨울은 고3이되고 시간이 흘러 수능을 보러간다.
• 53화: 한겨울은 졸업을 하게 되고 졸업하는 날에도 엄마 눈치 보느라 하고 싶은거, 먹고 싶은거 아무것도 하지 못한다.
• 54화: 친구들은 하나 둘씩 대학에 붙고 자신만 아직 미래가 불투명한 것에 대해 한겨울은 불안감을 느낀다. 엄마는 한겨울이 집에서 쉬고만 있는 것을 못마땅해 한다.
• 55화: 한겨울은 대학생이 되고 알바도 하고 대학생활을 즐기면서 평범하게 일상을 지낸다.